# 嘉麻市
嘉麻市（日语：／ Kama shi */?）是位於日本福岡縣中部的一個城市。於2006年3月27日由山田市、稻築町、碓井町及嘉穗町合併而成。「嘉麻」之名源自於1896年之前此地所屬的嘉麻郡。
由於位於內陸地區，且轄區南部有海拔超過1,000公尺之筑紫山地，因此年間溫差較大，冬季常積雪。

## 歷史
戰國時代後期，屬於秋月氏的領地，並建有其支城益富城；直到豐臣秀吉完成九州征伐後，改成為黑田氏的領地，並屬於其支藩秋月藩
明治時期後，因開採煤礦而繁榮，但在停止開採後人口數量亦隨之減少。

### 年表
- 1889年4月1日：實施町村制，現在的轄區在當時分屬：嘉麻郡熊田村、稻築村、大隈村、千手村、宮野村、足白村及碓井村。
- 1892年1月18日：大隈村改制為大隈町。
- 1896年4月1日：嘉麻郡與穗波郡合併為嘉穗郡。
- 1924年9月1日：熊田村改制為熊田町。
- 1925年5月10日：熊田町改名為山田町。
- 1941年4月17日：
  - 稻築村改制為稻築町
  - 碓井村改制為碓井町。
- 1954年4月1日：山田町改制為山田市。
- 1955年1月1日：大隈町、千手村、宮野村及足白村合併為嘉穗町。
- 1955年4月5日：田川郡豬位金村的部分地區併入山田市（其餘地區被併入田川市）。
- 2006年3月27日：山田市與稻築町、碓井町及嘉穗町合併為嘉麻市。[1]

### 變遷表
| 1889年        | 1896年2月26日 | 1896年 - 1926年                                | 1926年 - 1944年                                | 1945年 - 1954年      | 1955年 - 1988年      | 1989年 - 現在        | 現在                 |
| ------------- | ------------- | ---------------------------------------------- | ---------------------------------------------- | -------------------- | -------------------- | -------------------- | -------------------- |
| 嘉麻郡 熊田村 | 嘉穗郡 熊田村 | 1924年9月1日 熊田町 1925年5月10日 改名為山田町 | 1924年9月1日 熊田町 1925年5月10日 改名為山田町 | 1954年4月1日 山田市  | 1954年4月1日 山田市  | 2006年3月27日 嘉麻市 | 2006年3月27日 嘉麻市 |
| 嘉麻郡 大隈村 | 嘉穗郡 大隈町 | 嘉穗郡 大隈町                                  | 嘉穗郡 大隈町                                  | 嘉穗郡 大隈町        | 1955年1月1日 嘉穗町  | 2006年3月27日 嘉麻市 | 2006年3月27日 嘉麻市 |
| 嘉麻郡 宮野村 | 嘉穗郡 宮野村 | 嘉穗郡 宮野村                                  | 嘉穗郡 宮野村                                  | 嘉穗郡 宮野村        | 1955年1月1日 嘉穗町  | 2006年3月27日 嘉麻市 | 2006年3月27日 嘉麻市 |
| 嘉麻郡 千手村 | 嘉穗郡 千手村 | 嘉穗郡 千手村                                  | 嘉穗郡 千手村                                  | 嘉穗郡 千手村        | 1955年1月1日 嘉穗町  | 2006年3月27日 嘉麻市 | 2006年3月27日 嘉麻市 |
| 嘉麻郡 足白村 | 嘉穗郡 足白村 | 嘉穗郡 足白村                                  | 嘉穗郡 足白村                                  | 嘉穗郡 足白村        | 1955年1月1日 嘉穗町  | 2006年3月27日 嘉麻市 | 2006年3月27日 嘉麻市 |
| 嘉麻郡 碓井村 | 嘉穗郡 碓井村 | 嘉穗郡 碓井村                                  | 1941年4月17日 碓井町                           | 1941年4月17日 碓井町 | 1941年4月17日 碓井町 | 2006年3月27日 嘉麻市 | 2006年3月27日 嘉麻市 |
| 嘉麻郡 稻築村 | 嘉穗郡 稻築村 | 嘉穗郡 稻築村                                  | 1941年4月17日 稻築町                           | 1941年4月17日 稻築町 | 1941年4月17日 稻築町 | 2006年3月27日 嘉麻市 | 2006年3月27日 嘉麻市 |

## 交通

### 鐵路
- 九州旅客鐵道
  - 後藤寺線：下鴨生車站

過去曾有國鐵漆生線、油須原線及上山田線通過，但已於1986年停駛。
- 國鐵
  - 漆生線：下鴨生車站 - 鴨生車站 - 漆生車站 - 才田車站 - （嘉穗信號場） - 下山田車站
  - 上山田線： 臼井車站 - 大隈車站 - （嘉穗信號場） - 下山田車站 - 上山田車站 - 熊畑車站
  - 油須原線：漆生車站 - 才田車站 - （嘉穗信號場） - 下山田車站 - 上山田車站 - 熊畑車站

## 觀光資源
- 稻築八幡宮
- 織田廣喜美術館
- 沖出古墳
- 鮭神社
- 長谷城遺址
- 益富城遺址

## 教育

### 高等學校
- 福岡縣立稲築志耕館高等學校
- 福岡縣立嘉穗總合高等學校嘉麻市立大隈城山校

## 本地出身之名人
- 不知火光右衛門：幕末的横綱、不知火型横綱入土俵式的始祖
- 九州山義雄：前大相撲小結、後轉戰職業摔角
- 金原峰雄：編劇
- 加藤一二三：將棋棋士、前將棋名人
- 織田廣喜：畫家
- 市丸郁夫：作家
- 三船正俊：前職業棒球選手
- 升野英知：搞笑藝人
- 瀬戶康史：俳優